# Bataille d'Edgecote Moor
Pour un article plus général, voir Guerre des Deux-Roses.
Guerre des Deux-Roses
Batailles
La bataille d'Edgecote Moor (appelée aussi bataille de Danes Moor ou bataille de Banbury) eut lieu à environ 10 kilomètres au nord-est de Banbury (Oxfordshire) le 26 juillet 1469 pendant la guerre des Deux-Roses. Elle opposa les forces de Richard Neville à celles du roi Édouard IV, commandées par le comte de Pembroke, et se termina par la victoire des premières.

## La défection de Richard Neville
Richard Neville, qui avait été un élément essentiel dans l'accession d'Édouard IV au trône d'Angleterre, entre en rébellion ouverte contre lui en 1469. En effet, depuis leur grande victoire lors de la bataille de Towton il y a huit ans, les choses ont changé entre les deux hommes. Le mécontentement de Neville envers Édouard et sa politique n'ont fait que croître et, dans son esprit, il a des motifs suffisants pour déclencher une guerre. Lors des premières années de règne d'Édouard IV, Neville a eu le champ libre pour diriger le pays et, en 1464, il est en négociations avec le roi de France Louis XI pour un mariage royal entre Édouard IV et Bonne de Savoie, belle-sœur de Louis XI. C'est alors qu'il est informé qu'Édouard s'est secrètement marié avec Élisabeth Woodville, issue de la petite noblesse (mais apparentée à la maison de Luxembourg par sa mère), six mois auparavant. Neville se sent humilié et commence à être menacé dans son influence sur le roi par la famille de sa nouvelle épouse, les frères et sœurs d'Élisabeth se mariant avec des nobles importants dans les mois et les années suivantes.
De plus, Neville est également fâché par le refus constant d'Édouard IV de laisser son frère cadet, le duc de Clarence, se marier avec Isabelle Neville, l'une des deux filles de Richard Neville. Il se met alors en tête des idées de rébellion et trouve un allié en la personne du duc de Clarence, jaloux du pouvoir de son frère.

## La rébellion
Alors que des révoltes dans le nord du pays ont conduit le roi à se rendre sur place, des agents de Neville en profitent pour répandre des rumeurs affirmant qu'Édouard IV est illégitime et que le duc de Clarence est par conséquent le véritable héritier du trône. Dans le nord, l'un des lieutenants de Neville se faisant appeler Robin de Redesdale (en réalité Sir William Conyers), déclenche une nouvelle révolte. Quand Édouard IV apprend la nouvelle, il pense que cette rébellion peut être aisément matée et ne rassemble que peu d'hommes. Il apprend vite que les rebelles sont beaucoup plus nombreux que prévu et bat alors en retraite sur Nottingham pour lever de nouvelles troupes. Mais le roi n'est plus aussi populaire qu'auparavant et les renforts sont maigres. Il décide alors d'attendre à Nottingham les comtes de Pembroke et de Devon, qui doivent arriver du sud avec une armée.
Le 12 juillet 1469, Neville et le duc de Clarence déclarent leur soutien aux rebelles et, le 18, Neville quitte Londres à la tête de son armée pour leur apporter son aide. Les rebelles se dirigent à marche forcée vers le sud pour faire leur jonction avec Neville, contournant le roi mais se dirigeant droit sur les forces de Pembroke et de Devon. Les deux armées se repèrent mutuellement le 25 juillet près d'Edgecote Moor et se livrent bataille dans la matinée du lendemain. Les premiers combats tournent vite à l'avantage des rebelles car le comte de Devon et ses archers gallois ne sont pas sur le champ de bataille, ayant passé la nuit dans un village voisin. Les rebelles forcent le comte de Pembroke à battre en retraite et à prendre de nouvelles positions. À nouveau attaqué, Pembroke établit ses défenses en attendant Devon. Aux environs de 13 h, Pembroke reçoit la nouvelle qu'il attendait : Devon avance rapidement vers lui avec ses troupes. Cependant, dans le même temps, l'avant-garde de l'armée de Neville arrive sur le champ de bataille, ce qui remonte le moral des rebelles. Voyant le blason de Neville parmi ses ennemis, les troupes de Pembroke croient que l'armée entière de Neville est arrivée et fuient avant même que Devon ne puisse les renforcer.

## Conséquences
À la suite de cette bataille, Édouard IV est capturé et emprisonné au château de Middleham par Neville, qui fait exécuter le père et l'un des frères d'Élisabeth Woodville mais ne prend aucune mesure immédiate pour déposer le roi et le remplacer par le duc de Clarence. En effet, les nobles du pays s'agitent et ne sont pas préparés à soutenir cette prise du pouvoir, et l'autre frère d'Édouard IV, le duc de Gloucester, lève une forte armée. Devant cette menace, Neville libère Édouard IV et les deux hommes font mine de se réconcilier publiquement pour sauver les apparences. Mais cette situation ne dure pas longtemps et, peu après, Neville fomente une nouvelle rébellion, qui va être écrasée à la bataille de Losecoat Field.

## Sources
- (en) Philip A. Haigh, The military campaigns of the Wars of the Roses, Conshohocken, Penn, Combined Pub, 1997 (1re éd. 1995), 206 p. (ISBN 978-0-938289-90-6), chap. 13.
- (en) Alison Weir, The Wars of the Roses, New York, Ballantine Books, 1995, 469 p. (ISBN 978-0-345-40433-6), p. 351–353.

- (en) Cet article est partiellement ou en totalité issu de l’article de Wikipédia en anglais intitulé « Battle of Edgecote Moor » (voir la liste des auteurs).